# Szabajevo (Miskinói járás)
Szabajevo (orosz betűkkel: Сабаево, baskír nyelven: Сабай) falu Oroszországban, a Baskír Köztársaságban, a Miskinói járásban.

## Népesség
- 2002-ben 265 lakosa volt, melynek 96%-a tatár.
- 2010-ben 216 lakosa volt.